# Diemerbroek
Diemerbroek is een buurtschap behorende tot de gemeente Oudewater in de provincie Utrecht. Het ligt tussen Waarder en Woerden en telde in 2007 160 inwoners.
Stad: Oudewater       Dorpen: Hekendorp · Papekop

Buurtschappen: Diemerbroek · Goejanverwelle · Hoenkoop · Lange Linschoten · Ruigeweide · Snelrewaard · Tappersheul · Vliet · Willeskop

Utrecht · Plaatsen in de provincie      Nederland · Provincies · Gemeenten